# Variabile di comodo
In econometria, una variabile binaria, o variabile dummy, è una variabile che assume valore 0 o 1, a seconda che sia soddisfatta o meno una data condizione. È inserita in una regressione multivariata con lo scopo di catturare l'effetto di una variabile qualitativa sul valore medio della variabile dipendente, andando a modificare l'intercetta; in tal senso permette di migliorare l'adattamento della regressione, poiché consente di cogliere ed inserire nel sistema di variabili anche fattori extrastatistici.
È inoltre talvolta utilizzata al fine di anestetizzare l'effetto distorsivo di una variabile endogena del sistema che presenta una o più osservazioni anomale; in tal caso, assume la forma di un vettore con valori tutti uguali a 0 (zero), ad esclusione di quello corrispondente all'osservazione anomala che si intende eliminare. 
L'utilizzo delle variabili binarie risulta estremamente profittevole di fronte a regressioni multivariate di fenomeni economici con osservazioni protratte nel tempo. 
Per fare un esempio, volendo costruire una regressione che descriva (variabile esogena) l'andamento del commercio tra paesi europei (si utilizzano di norma variabili ponderate sui valori di import ed export), troveremmo una o più variazioni positive in corrispondenza dei valori successivi all'entrata in vigore dei vari accordi commerciali. Tali osservazioni inficierebbero in modo negativo sull'adattamento della regressione, ossia sulla capacità delle variabili selezionate di "spiegare" il fenomeno oggetto di analisi. Per ovviare a questo difetto, si possono inserire una o più dummy, variabili vettori con elementi tutti nulli ad eccezione di quelli corrispondenti alle osservazioni shiftate.